# دیر لاج (تنسی)
دیر لاج (به انگلیسی: Deer Lodge) یک منطقهٔ مسکونی در ایالات متحده آمریکا است که در شهرستان مورگان، تنسی واقع شده‌است. دیر لاج ۴۷۷٫۹۳ متر بالاتر از سطح دریا واقع شده‌است.